# Imre Pozsgay

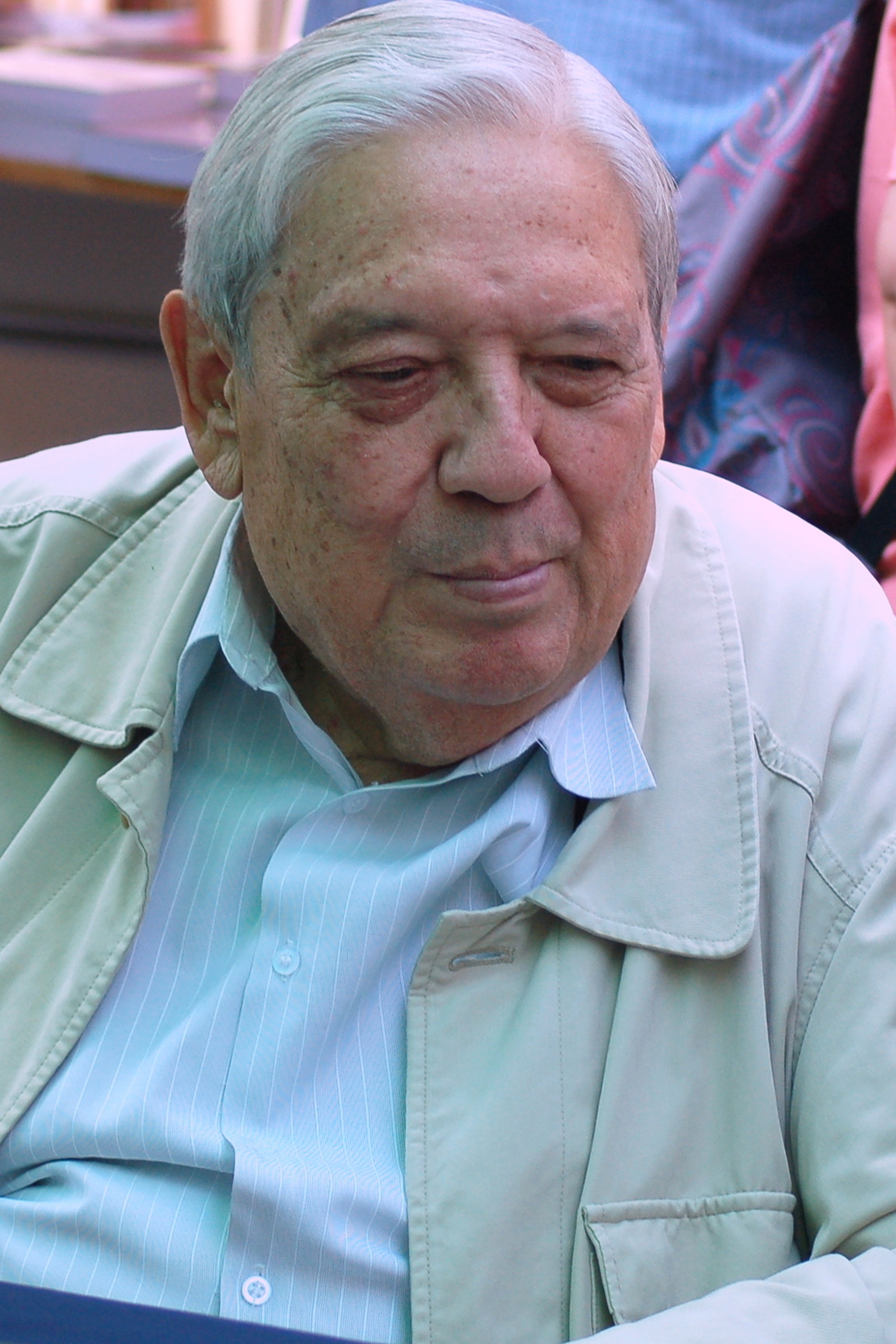
Imre Pozsgay (2012)

Imre Pozsgay [ˈimrɛ ˈpoʒɡɒi] (* 26. November 1933 in Kóny; † 25. März 2016 in Budapest) war ein ungarischer Politiker.

## Frühe politische Karriere
Imre Pozsgay begann seine politische Laufbahn im Ungarn der stalinistischen Rákosi-Ära.  Während seines Studiums der Philosophie und Geschichte trat er bereits 1950 der kommunistischen Partei der Ungarischen Werktätigen bei (so der damalige Name der Staatspartei, ungarisch: MDP, nach 1956 in Ungarische Sozialistische Arbeiterpartei umbenannt, ungarisch: MSZMP). Er schrieb 1957 als linientreuer Kommunist einen Hetzartikel für die Tageszeitung Petőfi Népe, in dem er den 1956 blutig niedergeschlagenen ungarischen Volksaufstand als „niederträchtig“ diffamierte und als „Konterrevolution“ verunglimpfte. In den Jahren 1976 bis 1990 hatte er verschiedene Ministerämter inne. Er war von 1980 bis 1989 Mitglied des ZK und ab 1988 Mitglied des Politbüros.

## Bedeutung beim Zusammenbruch des Ostblocks
Entgegen seiner früheren Gesinnung wandelte sich Pozsgay im Laufe der 1980er Jahre zu einem der führenden Reformkommunisten innerhalb der (noch) bestehenden Einparteiendiktatur und gilt daher in der historischen Bewertung rückblickend als einer der Pioniere des Umbruchs in den ehemaligen Ostblock-Staaten: Bereits 1988 trat er für die Neuordnung Ungarns auf demokratischer Basis ein; im Januar 1989 war er der erste, der den Volksaufstand von 1956 öffentlich und offiziell als solchen benannte (anders als in seinem Artikel gut 30 Jahre zuvor, s. o.), was das Ende dieses letzten Tabus des Regimes bedeutete. Im Mai desselben Jahres wurde er in einem Spiegel-Artikel im Zentrum der radikalen Erneuerer in Ungarn gesehen. Walter Mayr, langjähriger Russlandkorrespondent des Spiegel, nannte Pozsgay 20 Jahre später sogar den „Lenker und Schutzpatron aller magyarischen Vor- wie Querdenker“ und schrieb, Pozsgay sei seiner Zeit stets voraus gewesen. So habe er schon 1968 seine Dissertation über die „Möglichkeiten der Demokratie im Sozialismus“ verfasst. Als Mitglied des Zentralkomitees habe er bereits 1981 vor Ungarns „Weg in die Schuldenfalle“ gewarnt und 1988 die Grenzanlagen als „technisch, moralisch, historisch“ überholt bezeichnet. Im Mai 1989 habe er die Berliner Mauer eine „Schande“ genannt. Dieter Segert stellte Pozsgay 2002 sogar auf eine Stufe mit den beiden wesentlich bekannteren Politikern Jaruzelski und Gorbatschow und nannte alle drei „Helden des Rückzugs“.
Pozsgay war gemeinsam mit Otto Habsburg-Lothringen Schirmherr für das zur Grenzöffnung führende Paneuropäische Picknick am 19. August 1989 bei der Grenze nahe Sopron, das zahlreiche DDR-Bürger zur Flucht nach Österreich nutzten.
Pozsgay arbeitete nach 1990 als Professor an der Universität Debrecen und an der Károli Gáspár Universität in Budapest.
2010 wurde Pozsgay mit der Dr.-Rainer-Hildebrandt-Medaille von Alexandra Hildebrandt ausgezeichnet. Der Preis würdigt außerordentliches, gewaltloses, menschenrechtliches Engagement.